# Sjömansgården
Sjömansgården är Svenska kyrkans hus vid Fiskehamnsgatan 3 vid hamnområdet i centrala Malmö. Byggnaden hyser Sjömanskyrkan.
Sjömansgården ligger intill kanalen på Universitetsholmen och består av två ihopbyggda tegellängor. Den östra kontorslängan kallades ursprungligen Väktarhuset, då det hyste hamnens väktare, vilka sedermera blev Malmös första poliser. Den byggdes 1851, ritad av Carl Georg Brunius, med en skånsk trappgavel. Den västra längan byggdes 1909 och var ursprungligen fiskhall. Den östra längan ritades av Klas Anshelm och byggdes 1970. Denna hyser olika möteslokaler och social verksamhet. Längorna förenas av Anshelms S:t Nicolaikapellet, som invigdes på sjöfararnas skyddshelgon Sankt Nicolaus dag den 6 december 1969.
År 2015 invigdes ett flertal stora byggnadskomplex på tre sidor av Sjömansgården: Malmö Live, World Maritime Universitys nybygge samt Malmö högskolas nya huvudbyggnad.

## Sjömanskyrkan
Sjömanskyrkan i Malmö bildades av Svenska kyrkan i början av 1900-talet avsedd främst för sjömän och hamnarbetare. Den hade sin ursprungliga lokal på Jörgen Kocksgatan och dess första sjömanspräst tillträdde 1928. För att kunna utvidga verksamheten bildades på 1960-talet Stiftelsen Sjömanskyrkan och Malmö stad upplät Sjömansgården med vidhängande tomtmark till om- och tillbyggnad enligt Klas Anshelms ritningar. År 1992 sålde Malmö stad Sjömansgården till Malmö pastorat. 
Förutom hemvist för sjömansprästen är Sjömansgården och Sjömanskyrkan en Svenska kyrkans samlingsplats för sjöfartens folk internationellt och för social verksamhet bland missbrukare etc med "sinnesromässa" varje vecka. Flera organisationer har dessutom regelbundna sammankomster där, såsom Sjöfartsföreningen, Rydhbergsgastarna och Sjömansgårdens Pensionärsklubb. Flera av arbetsrummen är inredda i gammaldags fartygsstil med minnen från den gamla sjöfarten, däribland den träklädda Kungasalongen från tågfärjan S/S Konung Gustav V (1910–1968) och skepparhytten från tågfärjan S/S Drottning Victoria (1909–1969).